# Желтобрюхий дакнис
Желтобрюхий дакнис (лат. Dacnis flaviventer) — вид птиц из семейства танагровых. Птицы обитают в субтропических и тропических затопляемых и низменных влажных лесах, на высоте 0—700 метров над уровнем моря, от западного Какета и Ваупес (юго-восточная Колумбия) южнее до восточного Эквадора, восточного Перу и Боливии (до запада Санта-Крус), восточнее до южной Венесуэлы (до Амазонас и середины Боливара) и западной Бразилии (на востоке приблизительно до реки Риу-Негру, до Пара и северной половины Мату-Гросу). Длина тела 11—12 см, масса около 12 грамм.